# Alexandre Volinine
Alexandre Emelianivitch Volinine (en russe : Александр Емельянович Волинин) est un danseur russe né à Moscou le 4 septembre 1882 et mort à Paris le 3 juillet 1955.
Volinine étudia à l’école de ballet de Moscou, sous la direction de Vassili Tikhomirov.
Il danse au Théâtre Bolchoï dès 1901 et y interprète, comme soliste, les grands rôles du répertoire de Marius Petipa ainsi que plusieurs ballets d’Alexandre Gorski.
En 1910 il rejoint les Ballets russes de Serge de Diaghilev, puis poursuit sa carrière par des tournées internationales.
Il est le partenaire de Lydia Lopokova (1910-1911), d’Adeline Genée (1912-1913), de Lydia Kyakcht (1913) et d’Anna Pavlova (1914-1925).
En 1926, il se fixe à Paris et fonde au premier étage de l’hôtel particulier de Théodore et Tamara d’Erlanger (132, avenue de Villiers) une école dont sont notamment issus Zizi Jeanmaire, Jean Babilée, Serge Golovine, David Lichine, Wladimir Skouratoff, Tatiana Riabouchinska, Serge Peretti et George Skibine.
Début juin 1940, fuyant l’avancée des troupes allemandes, il s’installe à Biarritz et ouvre un cours. L’année suivante et jusqu’en 1944, les leçons sont données rue Joseph Petit au domicile familial de Gina Bartissol, professeur de danse à Biarritz. À la Libération, souhaitant vivre durablement sur la Côte basque, Alexandre Volinine créé en plus de Biarritz des classes à Bayonne et Saint-Jean-de-Luz avant de remonter à Paris. Il est enterré au cimetière russe de Sainte-Geneviève-des-Bois.
Son nom a été donné en 1984 au Prix Volinine récompensant les jeunes chorégraphes en France.